# Оксер
 За футболния отбор вижте АЖ Оксер.  
Оксѐр (на френски: Auxerre, произношение на френски най-близко до Осѐр, [osɛʁ]) е град в регион Бургундия-Франш Конте в централна-северна Франция, между Париж и Дижон. Градът е административният център на департамент Йон.

## Спорт
Представителният футболен отбор на града се казва АЖ Оксер. Дългогодишен участник е във френската Лига 1.

## Известни личности
Родени в Оксер
- Раул (890 – 936), крал
- Жозеф Фурие (1768 – 1830), математик и физик

Починали в Оксер
- Раул (890 – 936), крал

## Побратимени градове
- Греве ин Кианти, Италия
- Полоцк, Полша
- Редич, Великобритания
- Рошоф, Франция
- Сен Амарѝн, Франция
- Вараждин, Хърватия
- Вормс, Германия